# 칼리루 트라오레
칼리루 모하메드 트라오레(프랑스어: Kalilou Mohamed Traoré, 1987년 9월 9일 ~ )는 말리의 전 축구 선수로, 포지션은 미드필더였다.

## 구단 경력
트라오레는 2005년에 레알 바마코에서 선수 생활을 시작했다. 그는 2006년 여름에 위다드와 계약을 체결했다. 2007년 7월에는 하사니아 아가디르로 임대되어 뛰다가, 2008년 7월 14일에 위다드로 복귀했다.
트라오레는 2008년 8월, 이스트라 1961과 계약했다. 27경기에서 9골을 넣으며 성공적인 첫 시즌을 보낸 후 하이두크 스플리트, 디나모 자그레브와 계약했다.
2010년 덴마크 클럽 오덴세와 계약했다.
2012년 9월, 트라오레는 소쇼에 합류했고, 2014년 6월에 그는 소쇼와의 계약 해지에 합의했고 은퇴했다.

## 국가대표팀 경력
2010년부터 2013년까지 말리 국가대표팀으로 합류해 16경기에 출전하여 보츠와나와의 예선 경기에서 유일한 골을 넣었다.